# Ken Skates

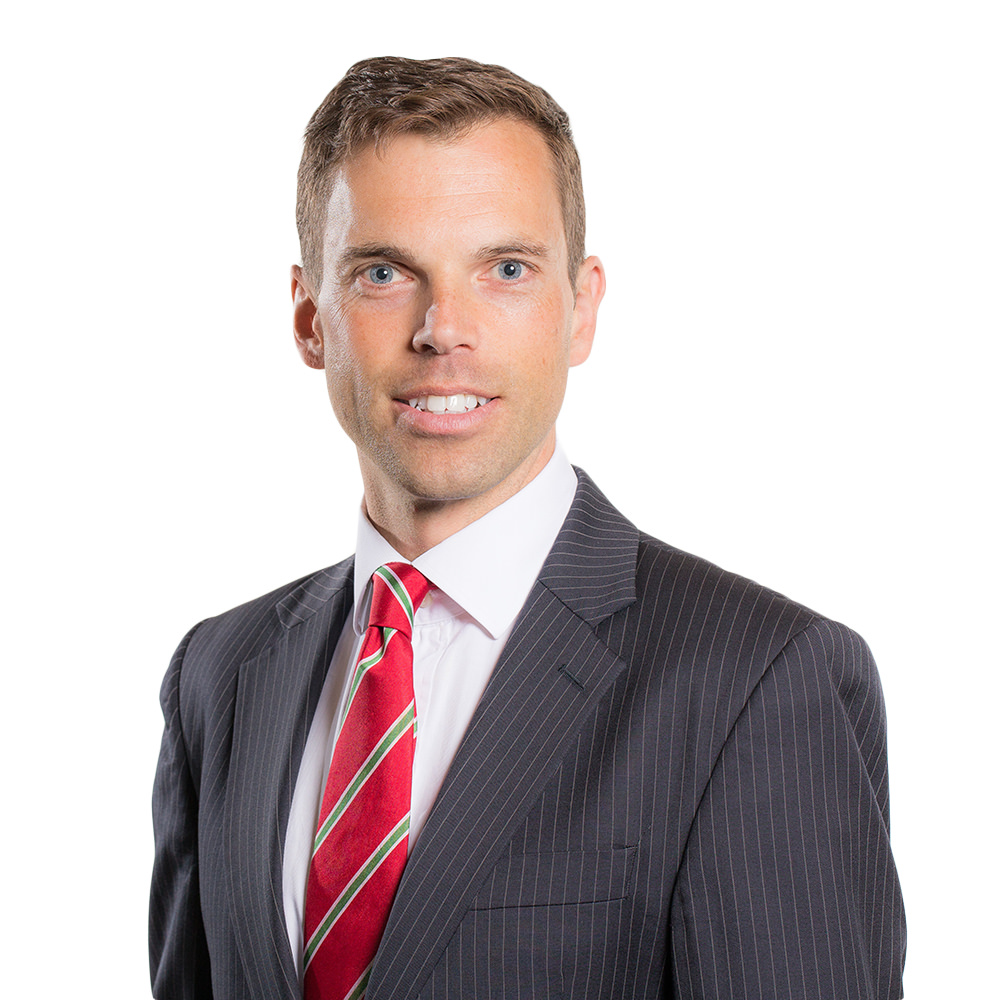
Ken Skates (2016)

Kenneth „Ken“ Christian Skates (* 2. April 1976 in Wrexham, Wales) ist ein walisischer Politiker, der seit 2024 Minister für Nordwales und Verkehr ist. Er ist Mitglied der Labour Party. Skates vertritt seit der Wahl 2011 den Wahlkreis Clwyd South im Senedd.

## Politik
Während er als Journalist arbeitete, begann Skates als Büroleiter für Mark Tami, den Labour-Abgeordneten für den Wahlkreis Alyn und Deeside in der Walisischen Nationalversammlung, zu arbeiten. Skates war bei der Wahl 2007 Spitzenkandidat der Labour Party für den Listenplatz Sitz in Nordwales, schaffte aber nicht den Einzug. Im Jahr 2011 kandidierte er für ein Direktmandat und wurde mit 42 % der Stimmen in Clwyd South gewählt.
Im Juni 2013 wurde Skates von First Minister Carwyn Jones zum stellvertretenden Minister für Kompetenzen und Technologie ernannt. Im Rahmen einer Kabinettsumbildung im September 2014 wurde er zum stellvertretenden Minister für Kultur, Tourismus und Sport ernannt und ersetzte John Griffiths.
Nach seiner Wiederwahl Wahlen im Mai 2016 wurde Ken Skates zum Minister für Wirtschaft, Infrastruktur und Qualifikationen in der walisischen Regierung ernannt.
Nach der Bildung einer neuen Regierung durch Mark Drakeford im Dezember 2018 wurde Skates zum Minister für Wirtschaft, Verkehr und Nordwales ernannt. Nach den Senedd-Wahlen im Mai 2021 trat Skates aus der Regierung zurück und seine Rolle wurde zweigeteilt. Nachdem Vaughan Gething First Minister wurde trat er dem Kabinett wieder bei, diesmal als Minister für Nordwales und Verkehr.